# August Troberg
Matthias August Troberg, född 25 augusti 1855 i Lemland, död 18 januari 1935 i Mariehamn, var en åländsk skeppsredare aktiv under 1800-talet och början av 1900-talet.
Trobergs primära innehav var segelfartyg och ingick i den åländska segelsjöfartens guldålder tillsammans med bland annat Gustaf Erikson. August Troberg var gift med Johanna Troberg och paret ägnade sig åt välgörenhet. Bland annat Mariehamns kyrka uppfördes till stor del med hjälp av donationer från paret Troberg. Efter sin död donerade paret Troberg sitt hem till Mariehamns stad för att användas till de gamlas väl. Resultatet av denna välgärning är Trobergshemmet och Johannahemmet. Det senare är inrymt i Trobergska villan som ligger längs Esplanaden, nära både Mariehamns kyrka och Gustaf Eriksons villa.